# ألساندرو فولتا

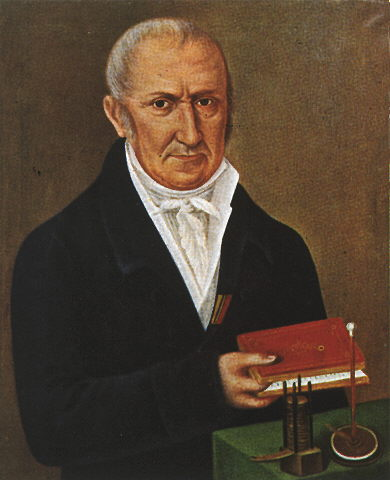
ألساندرو فولتا

ألساندرو جيسبي أنطونيو أنستازيو فولتا (18 فبراير 1745 - 5 مارس 1827) هو عالم فيزياء إيطالي يرجع له الفضل في اختراع أول بطارية كهربائية، والتي تُعرف بالعمود الفلطائي، وكان قد اخترعها في العام 1799 ورفع تقريرا عن نتائج اختراعه في خطاب من جزئين لرئيس الجمعية الملكية في عام 1800. أثبت فولتا بهذا الاختراع أن الكهرباء يمكن أن تتولد كيميائيًا وهدم النظرية السائدة في وقته أن الكهرباء تتوّلد فقط بواسطة الكائنات الحية. أثار اختراع فولتا قدرًا كبيرًا من الحماس العلمي وأدى إلي قيام آخرين بإجراء تجارب مماثلة أدت في النهاية إلى نشوء ونمو مجال الكيمياء الكهربائية.
كما لفت اليساندرو فولتا إعجاب نابليون بونابرت باختراعه، ودعي إلى معهد فرنسا لإثبات وعرض اختراعه أمام أعضاء المعهد. تمتع فولتا بقدر معتبر من الدنو من الإمبراطور طوال حياته وكان قد مُنح العديد من الأوسمة من طرف نابليون. شغل أليساندرو فولتا كرسي رئاسة الفيزياء التجريبية في جامعة بافيا لما يقرب من 40 عاما، وكان يحظى إلى حد بعيد بشعبية جارفة بين طلابه.
على الرغم من نجاحه المهني كان فولتا أقرب إلى أن يكون شخصا يميل نحو الحياة المنزلية، وهذا كان أكثر وضوحا في السنوات الأخيرة من حياته. في هذا الوقت قال انه يميل للعيش منعزلا عن الحياة العامة وأنه يرغب في قضاء وقتا أكثر من أجل عائلته حتى وفاته في نهاية المطاف في عام 1827 بعد سلسلة من الأمراض التي أصابته كان أولها في عام 1823. لُقبت وحدة الجهد الكهربائي بالفولت في نظام الوحدات الدولي تكريما له.

## حياته وإنجازاته
ولد ألساندرو فولتا في كومو بإيطاليا. تعلم في المدارس العامة هناك. وفي عام 1774 أصبح أستاذاً في الفيزياء بالمدرسة الملكية في كومو. تزوج فولتا من تريزا ابنة لودوفيكو بيرجريني وأنجب ثلاث أبناء وهم جوفاني وزانينو وفلامينيو.
قام باختراع جهاز يولد كهرباء ساكنة (باللاتينية: Electrophorus). ورغم أن هذا الاختراع يعد ترقية كبيرة جداً إلا أن الأستاذ السويدي جون كارل ويلكي قد سبقه إلى شيء من هذا في ماكينة إخترعها عام 1762.
بين عام 1776 و1777 درس فولتا كيمياء الغازات واكتشف غاز الميثان (باللاتينية: Methane) عن طريق جمع بعض الغازات من المستنقعات. وقام ببعض التجارب على إشعال غاز الميثان عن طريق الصعق الكهربائي داخل إناء مغلق. كما قام فولتا بدراسة ما يسمى عندنا اليوم بالمكثف حيث درس العلاقة ما بين الجهد الكهربي V والشحنة Q وأثبت أن قيمهم تتناسب تناسباً مباشراً. وهذا هو قانون فولتا لتكثيف الشحنات. وقد وضع وحدة قياس الجهد بعد تلك التجارب وهي الفولت Volt.
و في عام 1779 تولى فولتا منصب أستاذ الفيزياء التجريبية بجامعة بافيا.
وبعد ١٠ أعوام من توليد العالم الإيطالي لويجي جالفاني لأول تيّار كهربائي -عن طريق الصدفة- بملامسة قطعة من النحاس والحديد لأرجل الضفدعة عام 1786م قام زميله أليساندرو فولتا بتفسير ما حدث في الواقع، وقد أدى ذلك الاكتشاف إلى حدوث ثورة تكنولوجية هائلة، وقد قدّم أليساندرو فولتا اكتشافه في خطاب ألقاه أمام الجمعية الملكية في لندن والذي كان يحضره عالم الأحياء جوزيف بانكس الذي أصبح رئيسًا لتلك الجمعية فيما بعد.

## خلافه مع لويجي جالفاني
بعد أن قام لويجي جالفاني بتجربة على قدم الضفدعة ولاحظ وجود صعقة كهربائية حركت قدم الضفدعة، قام فولتا بدراسة ما أسماه جالفاني بالكهرباء الحيوية إذ أنه كان مهتماً بدراسة الكهرباء. وقد لاحظ فولتا أن قدم الضفدعة يعتبر موصل للكهرباء وفي نفس الوقت مجس لها. أعاد فولتا نفس التجربة التي قام بها جالفاني ولكنه استبدل قدم الضفدعة بورق مملح إذ أنه يعتبر مجس للكهرباء حسب تجارب سابقة له. وبعد هذه التجربة اكتشف فولتا المتسلسلة الكهروكيمائية (بالإنجليزية: Electrochemical Series)‏ والقوة المحركة الكهربائية (بالإنجليزية: Electro motive force)‏ للخلية الجالفانية باعتبار أن المعدنين المختلفين هما الأقطاب بينهما موصل حيث أن اختلاف المعدنين يولد فرق جهد بينهما.
عام 1800 نتيجة للخلاف الذي نشأ بين فولتا وجالفاني -حيث فسر جالفاني نشوء الصاعقة الكهربائية على أنها بسبب جسم الضفدعة وفسره فولتا بأنه بسبب فرق الجهد بين المعدنين- قام فولتا بعمل نموذج بطارية التي أسماها بالكومة الفولتية (باللاتينية: Voltaic Pile) لإثبات نظريته. وقد استخدم فيها معدن الزنك والفضة. وقام بوضع مجموعة من هذه البطاريات على التوالي.

## اختراعه للبطارية
إحدى اختراعات فولتا استعمل فيها قارورة ليدن (وهو جهاز يحفظ الطاقة الكهربائية ككهرباء ساكنة اخترعت عام 1745 وهي تشبه فكرة المكثف اليوم) لإرسال تيار كهربائي من كومو إلى مدينة ميلان. وكان خط التوصيل معزول عن الأرض بقطع خشبية. وقد استخدمت هذه الفكرة بعد ذلك في عمل التلغراف للتواصل عن بعد.
عندما أعلن فولتا عن اختراعه للبطارية أو ما أسماه بمكدس الفولتية (باللاتينية: Voltaic Pile) صرح بفضل وليم نيكولسون وتيبريوس كافالو وإبراهام بينيت.
إن البطارية التي إخترعها ألساندرو فولتا تعد أول بطارية كيميائية. وتتكون هذه البطارية من قطبين إحداهما زنك والآخر نحاس وبينهما إلكتروليت من حمض الكبريت أو محلول خليط من ماء وملح. وهذا السائل كان في الصورة الكيميائية 2H+ وSO42-. حيث أن الزنك له ترتيب أعلى في المتسلسلة الكهروكيميائية أكثر من النحاس والهيدروجين. فيتفاعل مع الكبريت الموجب وتظهر فقاقيع الهيدروجين على القطب النحاسي فتأخذ بعضاً من إلكتروناتها. وبهذا يصبح الزنك طرف سالب والنحاس طرف موجب. وبهذا يكون لدينا طرفين يصدران تيار كهربائي إذا وصلناهم. ويكون التفاعل الكيميائي في البطارية بهذه الملف:
الزنك
Zn → Zn2+ + 2e-
حمض الكبريتيك
2H+ + 2e- → H2
و النحاس لا يتفاعل ويعتبر قطب في هذا التفاعل.
على أي الأحوال فهذه البطارية لها عيوبها. منها أن حمض الكبريتيك هذا خطير. كما أن تأثيرها لن يدوم طويلاً إذ أن فقاعات الهيدروجين تظل موجودة ملتصقة بالزنك.

## سنواته الأخيرة
نتيجة لمجهوداته قام نابليون بمنحه لقب كونت عام 1810. في عام 1819 تقاعد فولتا وأوقف أبحاثه واستقر بمدينة كومناجو والتي سميت على اسمه بعد ذلك بكومانجو فولتا. ومات يوم 5 مارس عام 1827 ودفن بتلك المدينة.
و قد تم عمل تمثال له ووضع على شاطئ بحيرة بمدينة كومو في وسط المدينة كما تم عمل متحف له يضم مخترعاته وأدوات تجاربه. وبجوار بحيرة كومو تقع منظمة تروج للأبحاث العلمية حيث أن فولتا قام بأولى تجاربه في مدينة كومو

## معتقداته الدينيّة
نشأ فولتا مسيحيًّا كاثوليكيًّا وحافظ بجميع مراحل حياته على إيمان قوي وحضور بالكنيسة.

## منشوراته
De vi attractiva ignis electrici (1769) (في القوة الجاذبة للنار الكهربائيّة)

## روابط خارجية
- ألساندرو فولتا على موقع الموسوعة البريطانية (الإنجليزية)
- ألساندرو فولتا على موقع إن إن دي بي (الإنجليزية)